# 井高野站
34°45′37″N 135°32′50″E / 34.760167°N 135.547353°E
井高野站（日语：／ Itakano eki */?）是位於日本大阪府大阪市東淀川區，屬於大阪市高速電氣軌道（大阪地下鐵）今里筋線的鐵路車站。本站是今里筋線的起點站，也是大阪市内最北端的車站。車站編號是I-11。

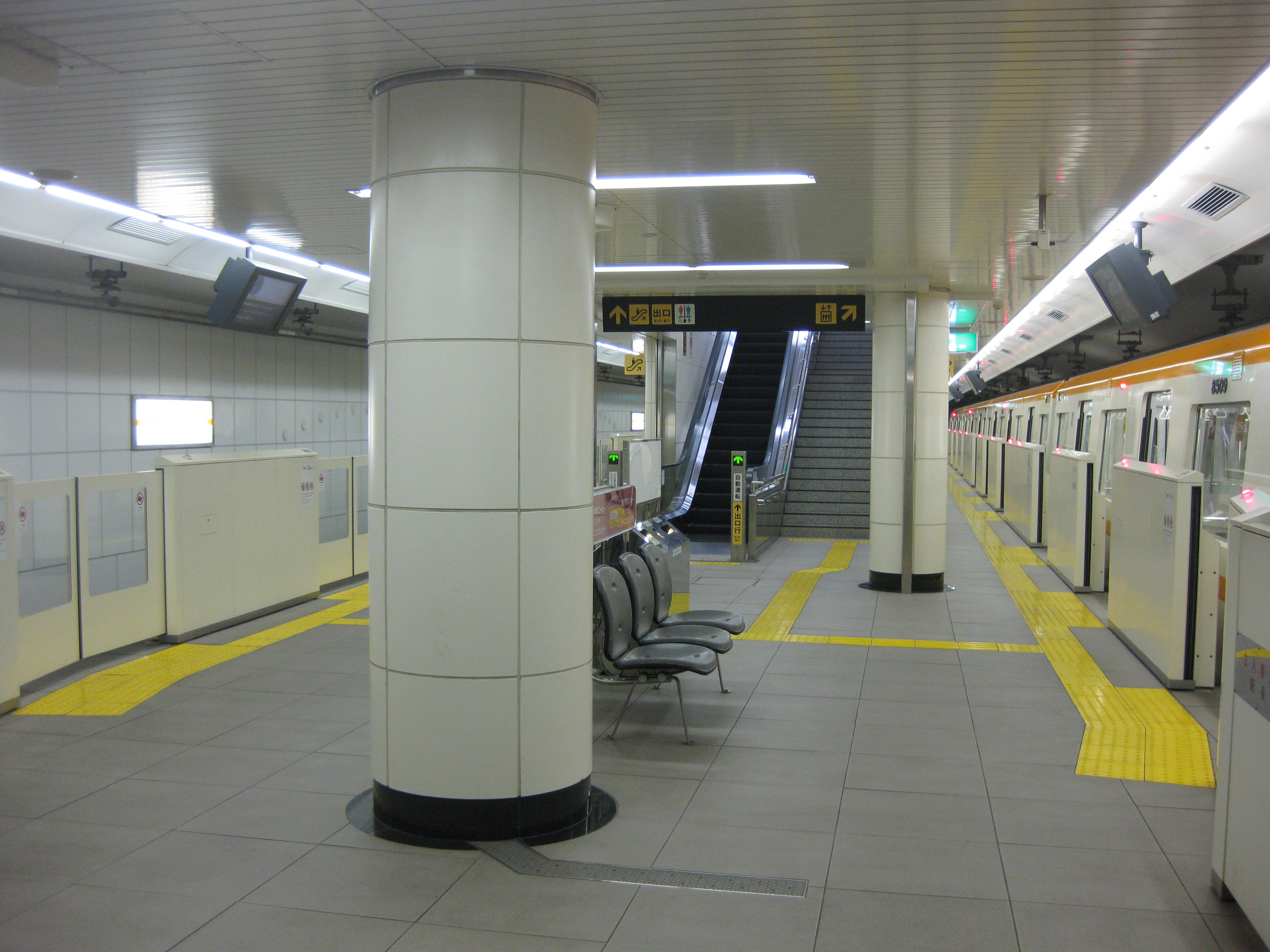
月台（2012年5月）

## 車站構造
本站為島式月台1面2線的地下車站。車站大廳位於地下一樓，地下二樓則是月台。

### 月台配置
| 月台 | 路線     | 目的地                                 |
| ---- | -------- | -------------------------------------- |
| 1、2 | 今里筋線 | 太子橋今市、蒲生四丁目、綠橋、今里方向 |

## 利用狀況
2018年11月13日1日上下車人次為6,916人（上車人次3,520人，下車人次：3,396人）
| 年度               | 調查日   | 上車人次 | 下車人次 | 上下車人次 |
| ------------------ | -------- | -------- | -------- | ---------- |
| 2007年（平成19年） | 11月13日 | 2,081    | 2,016    | 4,097      |
| 2008年（平成20年） | 11月11日 | 2,340    | 2,250    | 4,590      |
| 2009年（平成21年） | 11月10日 | 2,452    | 2,388    | 4,840      |
| 2010年（平成22年） | 11月09日 | 2,693    | 2,590    | 5,283      |
| 2011年（平成23年） | 11月08日 | 2,842    | 2,788    | 5,630      |
| 2012年（平成24年） | 11月13日 | 3,022    | 2,973    | 5,995      |
| 2013年（平成25年） | 11月19日 | 3,103    | 2,987    | 6,090      |
| 2014年（平成26年） | 11月11日 | 3,249    | 3,150    | 6,399      |
| 2015年（平成27年） | 11月17日 | 3,476    | 3,399    | 6,875      |
| 2016年（平成28年） | 11月08日 | 3,423    | 3,360    | 6,783      |
| 2017年（平成29年） | 11月14日 | 3,622    | 3,509    | 7,131      |
| 2018年（平成30年） | 11月13日 | 3,520    | 3,396    | 6,916      |

## 历史
- 2006年12月24日，今里筋線通车,本站同時啟用。

## 相鄰車站
大阪市高速電氣軌道（大阪地下鐵）
 今里筋線
井高野（I11）－瑞光四丁目（I12）

## 外部連結
- 車站Guide：井高野 - Osaka Metro